# Чинчхон
Чинчхо́н (кор. 진천군?, 鎭川郡?, Jincheon-gun) — уезд в провинции Чхунчхон-Пукто, Южная Корея.

## Города-побратимы
Чинчхон является городом-побратимом следующих городов:
- Сондонгу, Сеул, Республика Корея
- Кандонгу, Сеул, Республика Корея
- Вальехо, штат Калифорния, США